# Пинеда, Томас
То́мас Эрне́сто Пине́да Нье́то (исп. Tomás Ernesto Pineda Nieto; род. 21 января 1946, Санта-Ана) — сальвадорский футболист, играл на позиции вратаря, участник чемпионата мира 1970 года.

## Биография

### Клубная карьера
Пинеда начал карьеру в клубе «УЭС», но при этом из-за высокой конкуренции основным вратарём клуба он стал не сразу. В составе этой команды Пинеда отыграл четыре сезона, став со временем основным вратарём. В 1967 году Пинеда перешёл в «Альянсу», в которой продолжилась его игровая карьера. В составе этого клуба Пинеда стал обладателем Кубка чемпионов КОНКАКАФ 1967 года. 
В 1971 году Пинеда перешёл в «Хувентуд Олимпика», с которым были связаны главные успехи в его карьере. В составе этой команды Пинеда выиграл два чемпионских титула в 1971 и 1973 годах, являясь при этом основным вратарём. В 1974 году Пинеда перешёл в «Луис Анхель Фирпо», в которой отыграл два сезона. Последним клубом в карьере стала «Альянса», в которой в 1976 году он завершил карьеру игрока.

### Карьера в сборной
В составе сборной Сальвадора принимал участие на чемпионате мира 1970 года, где был одним из трёх вратарей в заявке, но на поле так и не вышел.

## Достижения
«Альянса»
- Обладатель Лиги чемпионов КОНКАКАФ (1) :1967

«Хувентуд Олимпика»
- Чемпион Сальвадора (2) : 1971, 1973